# Ligne de Tende
Cet article court présente un sujet plus développé dans : Ligne de Nice à Breil-sur-Roya et Ligne de Coni à Vintimille.
La ligne de Tende, est un ensemble de deux lignes ferroviaires situées dans le département des Alpes-Maritimes. L'appellation ligne de Tende, souvent utilisée dans le langage commun, rassemble les deux lignes suivantes :
- la ligne de Nice à Breil-sur-Roya (voir schéma) ;
- la ligne de Coni à Vintimille (voir schéma).

La première, longue de 44 km, située intégralement en territoire français, relie la gare de Nice-Ville à Breil-sur-Roya, où elle se joint à la ligne de Coni à Vintimille.
La seconde, longue d'environ 100 km, relie les deux gares italiennes de Vintimille et de Coni (Piémont) via Tende, en traversant la portion de territoire français situé entre les gares de Piène et Viévola. Elle franchit la crête des Alpes maritimes entre l'Italie et la France, par un tunnel de plus de 8 km de long sous le col de Tende. Au sud du tunnel de Tende, la ligne traverse, en territoire français, la zone périphérique à l'est du parc national du Mercantour.
Ces lignes de montagne, spectaculaires par leurs tracés et leurs ouvrages d'art, constituent l'une des trois relations ferroviaires existantes entre l'Italie et la France, avec la ligne de Marseille-Saint-Charles à Vintimille (frontière) et le tunnel ferroviaire du Fréjus en Savoie. Cependant, contrairement à ces dernières, leur intérêt économique est surtout local.[Interprétation personnelle ?] La construction et l'histoire de ces deux lignes sont intimement liées.
La ligne de Nice-Ville à Breil-sur-Roya constitue la ligne no 945 000 du réseau ferré national, et la ligne de Coni à Vintimille en constitue la ligne no 946 000.